# Matakohe
Matakohe új-zélandi település az Északi-sziget Northland régióban, Kaipara kerületben található a 12-es főút mentén. A helyi Matakohe folyócska az Arapaoa folyóba ömlik és azon keresztül éri el a Kaipara Harbour nevű tengeröblöt. A településnek 2006-ban 400 lakosa volt.
Matakohe nevezetessége a Kauri Museum, amely a környék korábban létfontosságú iparágának, a kaurifa kitermelésének, feldolgozásának, valamint a kaurikopál gyűjrőinek, a gumdiggereknek állít emléket.

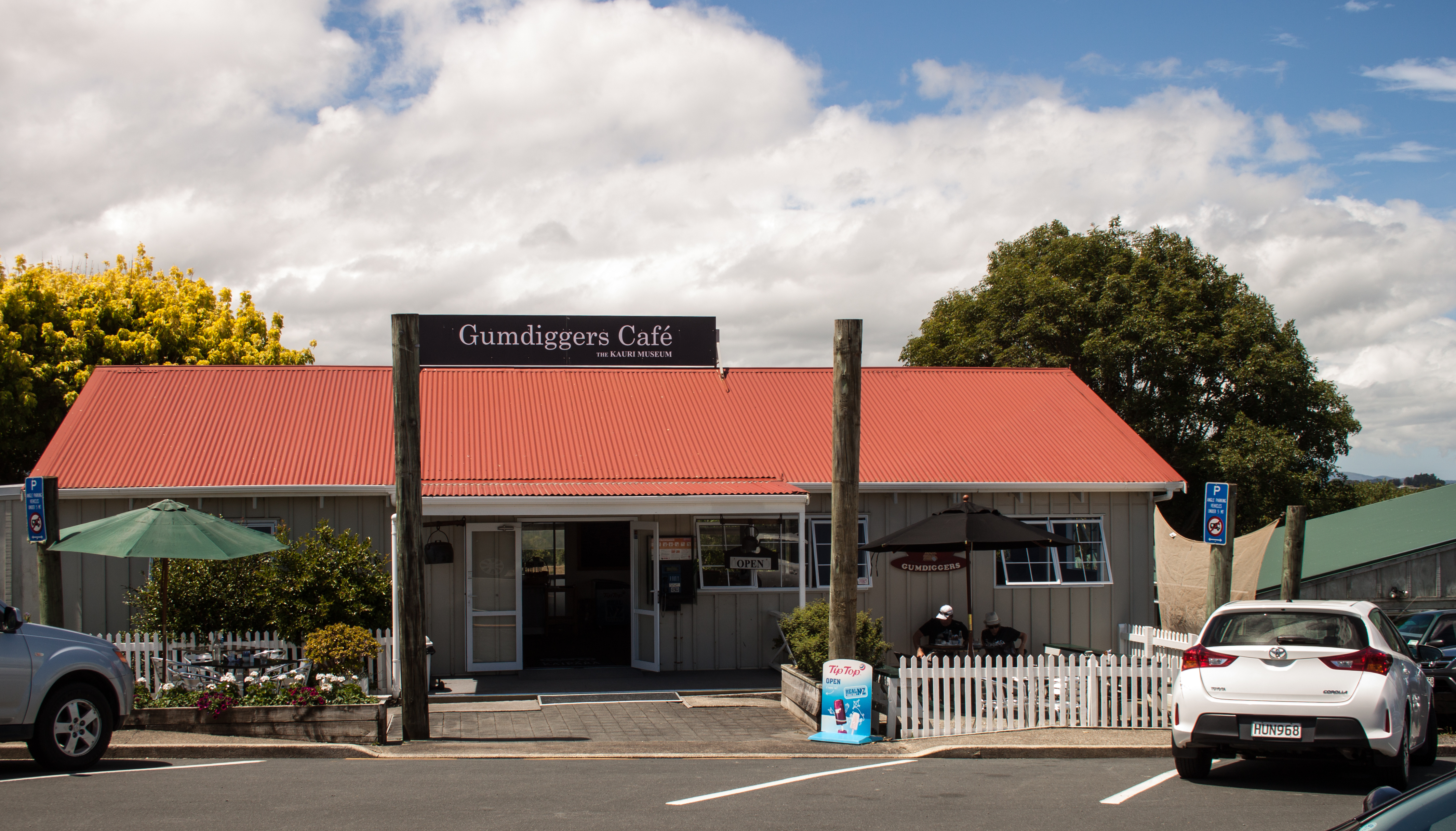
A „Gumdigger” kávézó Matakohe településen

## Története
A települést 1863-ban alapították az európai telepesek. Eleinte égetéses földművelést folytattak. A külvilággal heti kompjárat kötötte össze őket, majd megépült egy út is a szomszédos Paparoa falu felé. 1881-ben itt épült meg a Kaipara Harbour leghosszabb, 1450 méteres kikötőállása a gőzhajók számára.
A kaurikopál kitermelése az európaiak körében 1867-70 között indult meg itt. 1870-ben az új-zélandi kendernek nevezett textilnövények (Phormium tenax és Phormium colensoi) feldolgozására műhelyt építettek, de az nem bizonyult rentábilisnak, ezért fűrészüzemmé alakították át, ami sikeres lett és később jelentősen ki is bővítették.. Matakohe lóversenyeiről is híressé vált messze környéken.
1902-ben a településen két szálláshely, könyvtár, templom és iskola is működött. A lakosság száma 1906-ra elérte a 264 főt, de 1921-re visszaesett 141-re.
A fafeldolgozásról a 20. század elején a hangsúly átkerült a tejtermelésre. Az almatermesztéssel is kísérleteztek, de az végül 1935-ben a nagy gazdasági világválság nyomán megszűnt. Jelentősen javult a közlekedés, több jó, zúzottkővel borított út is épült a környező települések felé.
A település iskolájában tanult Gordon Coates, aki 1925-28 között Új-Zéland miniszterelnöke volt.

## Fordítás
- Ez a szócikk részben vagy egészben a Matakohe című angol Wikipédia-szócikk ezen változatának fordításán alapul.  Az eredeti cikk szerkesztőit annak laptörténete sorolja fel. Ez a jelzés csupán a megfogalmazás eredetét és a szerzői jogokat jelzi, nem szolgál a cikkben szereplő információk forrásmegjelöléseként.